# 독일-폴란드 관세 전쟁
독일-폴란드 관세 전쟁은 1925년 6월 독일 사회민주당에서 독일 대통령 프리드리히 에베르트가 사망한 직후에 시작되어 1934년 3월에 공식적으로 종료된 폴란드 제2 공화국과 바이마르 공화국 간의 정치적, 경제적 갈등이었다. 이 갈등은 폴란드가 독일과의 교역에서 가장 선호하는 국가 중 하나인 폴란드의 지위가 만료되면서 시작되었다. 베를린에서는 관세를 인상하기로 결정했는데, 이는 폴란드의 독일 주요 수출품인 폴란드 석탄 산업에 주로 영향을 미쳤었다. 그 대가로 바르샤바에서는 독일 상품에 대한 관세도 인상하기로 결정했다. 이 분쟁에서의 독일의 목적은 폴란드 경제를 붕괴시키고 정치적인 양보를 얻는 것이었다. 여기에는 폴란드 영토에 대한 반란군 주장이 포함되었다.

## 같이 보기
- 무역 전쟁